# Tipula didymotes
Tipula didymotes är en tvåvingeart som beskrevs av Günther Theischinger 1977. Tipula didymotes ingår i släktet Tipula och familjen storharkrankar. Inga underarter finns listade i Catalogue of Life.